# Pippi (serial telewizyjny)
Pippi (szw. Pippi Långstrump) – szwedzko-niemiecki serial dla dzieci i młodzieży. Adaptacja cyklu książek Astrid Lindgren o Pippi Langstrumpf. W Polsce serial miał premierę w styczniu 1975 r. w ramach porannej audycji Teleferie.

## Fabuła
Pewnego dnia do Willi Śmiesznotki wprowadza się niezwykła dziewczynka, Pippi Langstrump. Jej ojciec jest kapitanem okrętu i pływa po morzach, a mama nie żyje. Pippi mieszka więc sama, nie licząc zwierząt Pana Nilsona (małpki z gatunku sajmiri wiewiórcza) i Alfredo (konia). Jest niezwykle silna i niezależna. Szybko zaprzyjaźnia się ze swoimi sąsiadami – Tommym i Anniką.

## Obsada aktorska
- Inger Nilsson – Pippi Långstrump
- Pär Sundberg – Tommy
- Maria Persson – Annika
- Beppe Wolgers – kapitan Efraim Långstrump
- Margot Trooger – pani Prysselius
- Hans Clarin – Dunder-Karlsson
- Paul Esser – Blom
- Ulf G. Johnsson – Kling
- Göthe Grefbo – Klang
- Fredrik Ohlsson – pan Settergren
- Öllegård Wellton – pani Settergren
- Staffan Hallerstam – Benke

## Spis odcinków
| N/o | Polski tytuł                                              | Niemiecki tytuł                                                                        |
| --- | --------------------------------------------------------- | -------------------------------------------------------------------------------------- |
|     |                                                           |                                                                                        |
| 01  | Pippi wprowadza się do Willi Śmiesznotki                  | Pippi zieht in die Villa Kunterbunt                                                    |
|     |                                                           |                                                                                        |
| 02  | Nowi przyjaciele Pippi                                    | Pippis neue Freunde                                                                    |
|     |                                                           |                                                                                        |
| 03  | Pippi idzie na herbatkę                                   | Pippi auf Sachen-Suche                                                                 |
|     |                                                           |                                                                                        |
| 04  | Pippi jedzie na wycieczkę                                 | Pippi macht einen Ausflug                                                              |
|     |                                                           |                                                                                        |
| 05  | Pippi i duchy                                             | Pippi und die Gespenster                                                               |
|     |                                                           |                                                                                        |
| 06  | Pippi idzie do cyrku                                      | Pippi auf dem Rummelplatz                                                              |
|     |                                                           |                                                                                        |
| 07  | Pippi idzie do szkoły                                     | Pippi lernt Plutimikation                                                              |
|     |                                                           |                                                                                        |
| 08  | Pippi robi święta                                         | Pippi und das Weihnachtsfest                                                           |
|     |                                                           |                                                                                        |
| 09  | Pippi i Spunk                                             | Pippi und der Spunk                                                                    |
|     |                                                           |                                                                                        |
| 10  | Pippi i lot balonem                                       | Pippi auf grosser Ballonfahrt                                                          |
|     |                                                           |                                                                                        |
| 11  | Pippi i rozbitkowie                                       | Pippi und die Flaschenpost                                                             |
|     |                                                           |                                                                                        |
| 12  | Pożegnanie Pippi                                          | Pippis Abschiedsfest                                                                   |
|     |                                                           |                                                                                        |
| 13  | Pippi wchodzi na pokład Podfruwajki                       | Pippi geht an Bord der Hoppetosse                                                      |
|     |                                                           |                                                                                        |
| 14  | Pippi wśród piratów - Część 1 („Pippi w kraju Taka-Tuka“) | Pippi Langstrumpf und die Seeräuber – Teil 1 (aus dem Film „Pippi in Taka-Tuka-Land“)  |
|     |                                                           |                                                                                        |
| 15  | Pippi wśród piratów - Część 2 („Pippi w kraju Taka-Tuka“) | Pippi Langstrumpf und die Seeräuber – Teil 2 (aus dem Film „Pippi in Taka-Tuka-Land“)  |
|     |                                                           |                                                                                        |
| 16  | Pippi wśród piratów - Część 3 („Pippi w kraju Taka-Tuka“) | Pippi Langstrumpf und die Seeräuber – Teil 3 (aus dem Film „Pippi in Taka-Tuka-Land“)  |
|     |                                                           |                                                                                        |
| 17  | Pippi wśród piratów - Część 4 („Pippi w kraju Taka-Tuka“) | Pippi Langstrumpf und die Seeräuber – Teil 4 (aus dem Film „Pippi in Taka-Tuka-Land“)  |
|     |                                                           |                                                                                        |
| 18  | Z Pippi Langstrumpf na Walz - Część 1 („Ucieczka Pippi“)  | Mit Pippi Langstrumpf auf der Walz – Teil 1 (aus dem Film „Pippi außer Rand und Band“) |
|     |                                                           |                                                                                        |
| 19  | Z Pippi Langstrumpf na Walz - Część 2 („Ucieczka Pippi“)  | Mit Pippi Langstrumpf auf der Walz – Teil 2 (aus dem Film „Pippi außer Rand und Band“) |
|     |                                                           |                                                                                        |
| 20  | Z Pippi Langstrumpf na Walz - Część 3 („Ucieczka Pippi“)  | Mit Pippi Langstrumpf auf der Walz – Teil 3 (aus dem Film „Pippi außer Rand und Band“) |
|     |                                                           |                                                                                        |
| 21  | Z Pippi Langstrumpf na Walz - Część 4 („Ucieczka Pippi“)  | Mit Pippi Langstrumpf auf der Walz – Teil 4 (aus dem Film „Pippi außer Rand und Band“) |
|     |                                                           |                                                                                        |